# Zyxomma breviventre
Zyxomma breviventre – gatunek ważki z rodziny ważkowatych (Libellulidae).